# Památník holokaustu Romů a Sintů v Čechách

Památník holokaustu Romů a Sintů v Čechách se nachází v Letech u Písku, na místě koncentračního tábora v Letech. První památník vytvořil v roce 1995 akademický malíř Z. Hůla, vláda také slíbila odkup vepřína, který se na místě nacházel. Nedostatečný památník a vepřín na místě koncentračního tábora byl kritizován řadou institucí, včetně výboru OSN pro lidská práva. V roce 2024 na místě vznikl nový památník. 

## První památník

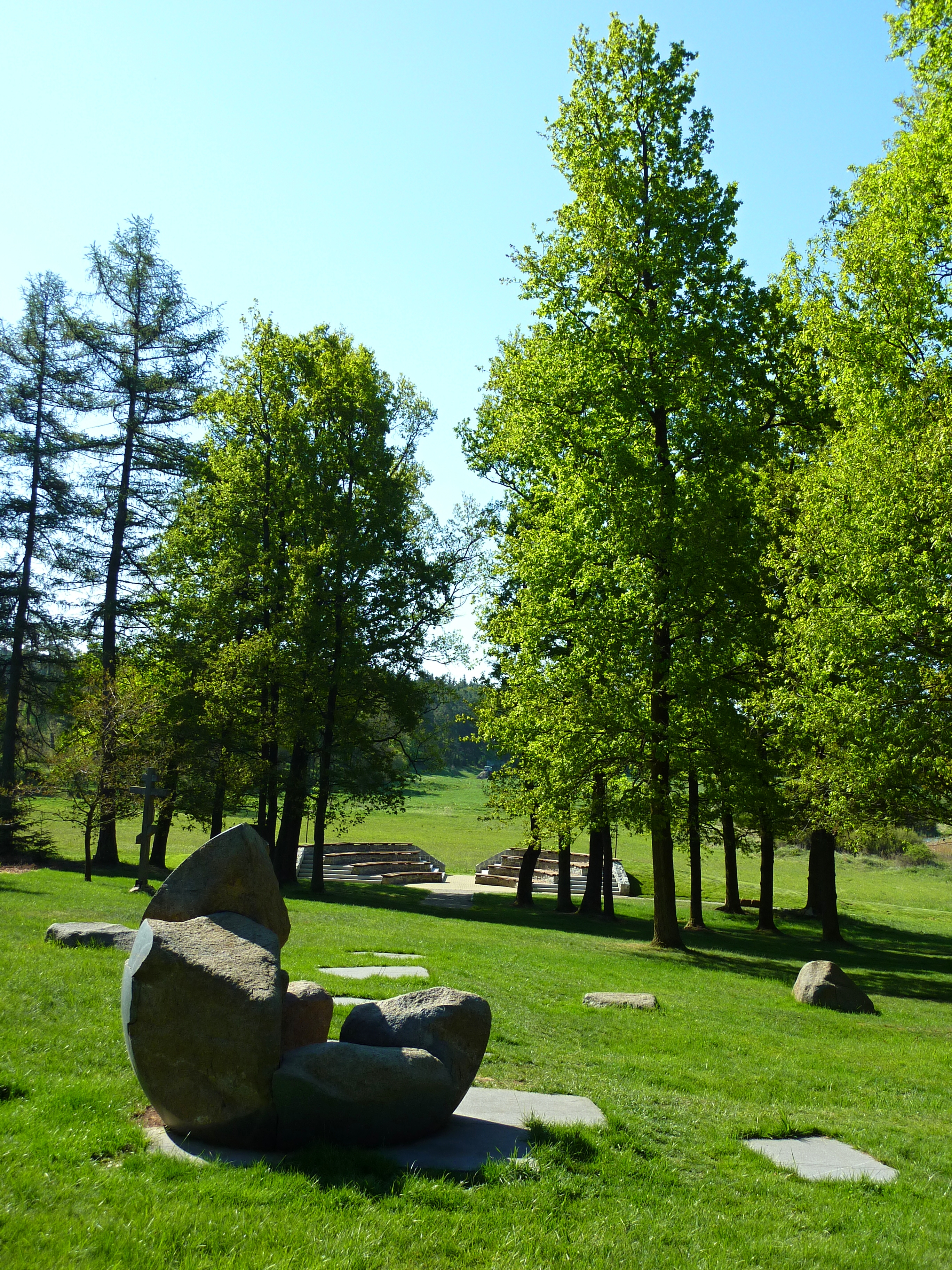
Památník na místě masového hrobu poblíž tábora, jehož autorem je Zdenek Hůla

První památník vznikl v roce 1995 na místě masového hrobu v koncentračním táboře. Vytvořil jej akademický malíř Z. Hůla. 

## Druhý památník
Další památník na místě vznikl v roce 2024. Jeho součásti je kromě pietního místa také návštěvnické centrum se stálou expozicí. Náklady na jeho vybudování činily asi 110 milionů korun. Slavnostní otevření památníku proběhlo 23. dubna 2024 za účasti prezidenta Petra Pavla a dalších ústavních činitelů. 12. května 2024 byl památník otevřen pro širokou veřejnost.

## Bourání vepřína

### Plány
V polovině devadesátých let přislíbila vláda zbourání velkovýkrmny, která patřila písecké firmě Agpi, a. s., a obnovu tábora coby pietního místa. Odkup vepřína byl realizován až v roce 2018.

### Průběh
V srpnu 2017 vláda rozhodla o odkupu vepřína za částku 450 milionů Kč od jeho vlastníka, jeho následné demolici, archeologickém výzkumu prostoru a úpravě areálu včetně vybudování památníku s pamětní síní. V říjnu 2017 oznámila, že se na odkupu dohodla, 23. listopadu 2017 podepsali zástupci firmy Agpi smlouvu o odkoupení vepřína s ředitelkou Muzea romské kultury Janou Horváthovou. Smlouva nabyla účinnosti 15. února 2018. Do té doby bylo v areálu chováno 13 000 prasat.
Na demolici areálu dalo nabídku 17 firem, zakázku nakonec získala společnost AWT rekultivace. Předání staveniště proběhlo 22. července 2022. Demolice začala o 3 dny později. Demoliční práce skončily v prosinci 2022. Celkové náklady činily 10 milionů korun, což bylo o 100 milionů méně, než očekávalo ministerstvo kultury.